# Reprezentacja Jemenu w piłce nożnej mężczyzn
Reprezentacja Jemenu w piłce nożnej gra pod egidą Jemeńskiego Związku Piłki Nożnej założonego w 1962. Do 1990 istniały dwie reprezentacje jemeńskie: reprezentacja Jemenu Południowego i reprezentacje Jemenu Północnego. Obecna reprezentacja jest spadkobierczynią reprezentacji północnojemeńskiej. Członkiem, AFC została w 1962; FIFA w 1980. Reprezentacja Jemenu nigdy nie uczestniczyła w mistrzostwach świata, natomiast w Pucharze Azji zadebiutowała w 2019 roku.
Obecnie selekcjonerem reprezentacji Jemenu jest Abraham Mebratu

## Udział wMistrzostwach Świata
- 1930 – 1982 – Nie brał udziału (nie był członkiem FIFA, jako Jemen Północny)
- 1986 – 1990 – Nie zakwalifikował się (jako Jemen Północny)
- 1994 – 2022 – Nie zakwalifikował się

## Udział wPucharze Azji
- 1956 – 1960 – Nie brał udziału (nie był członkiem AFC, jako Jemen Północny)
- 1964 – 1980 – Nie brał udziału (jako Jemen Północny)
- 1984 – 1988 – Nie zakwalifikował się (jako Jemen Północny)
- 1992 – Nie brał udziału
- 1996 – 2015 – Nie zakwalifikował się
- 2019 - Faza grupowa
- 2023 – Nie zakwalifikował się